# Rocket from the Tombs
I Rocket From the Tombs (o RFTT) sono una rock band statunitense di Cleveland attivo dal 1974 al 1975 e riunitosi nel 2003.
Considerati un importante gruppo proto-punk, furono poco conosciuti durante il loro periodo di attività, sebbene molti componenti della band abbiano più tardi raggiunto una maggiore notorietà nei Pere Ubu e nei Dead Boys.

## Storia
Il gruppo fu formato nel 1974 dal giornalista del The Scene David Thomas, che allora utilizzava il nome d'arte Crocus Behemoth. Dopo molti cambi di formazione Thomas incontrò il chitarrista e compositore Peter Laughner dei Cinderella Backstreet, ai quali si unirono presto il chitarrista Gene O' Connor, il bassista Craig Bell e il batterista Johnny Madman Madansky. Grazie ad uno stile musicale influenzato da Stooges e Lou Reed il complesso si fece rapidamente un nome nella scena di Cleveland, aprendo anche per gruppi come gli Iron Butterfly. Tuttavia il gruppo ebbe breve vita, in parte perché i componenti non sopportavano lo stile di canto di Thomas, in parte perché quest'ultimo e Laughner tendevano sempre più verso l'art rock. Per risolvere il problema del cantante fu ingaggiato Stiv Bators, ma la nuova formazione non durò molto. Laughner intanto conobbe Lester Bangs e si trasferì a New York per lavorare a Creem e per seguire la nascente scena punk della Grande Mela. Impressionato dalla musica di Television e Patti Smith tornò a Cleveland, ma trovò la band ancora divisa sulla direzione musicale da intraprendere. Poche settimane dopo il complesso si sciolse
Quando i RFTT si sciolsero, O'Connor e Madansky si unirono al cantante Stiv Bators per formare i Frankenstein, che in seguito cambiarono nome in Dead Boys, mentre Laughner e Thomas formarono i Pere Ubu con il bassista Tim Wright (ex tecnico audio dei Rocket From The Tombs). Entrambi i gruppi usarono canzoni già scritte o suonate dai Rocket From The Tombs come parte dei loro repertori: i Dead Boys utilizzarono Ain't It Fun, What Love Is, Down in Flames, Caught With the Meat in Your Mouth e Sonic Reducer, mentre i Pere Ubu reinterpretarono Final Solution, Life Stinks e 30 Seconds Over Tokyo.

## Reunion
Nel 2003 il gruppo si riformò con i componenti originali Thomas, Chrome e Bell, insieme a Richard Lloyd (chitarra), e Steve Mehlman (batteria).
Il 10 giugno 2003 suonarono il loro primo concerto live in radio nel programma di Brian Turner su WFMU. Nel 2004, la Smog Veil Records pubblicò Rocket Redux, contenente le canzoni originali suonate live dalla formazione del 2003.
Nel 2006 Thomas ha annunciato che la band si era nuovamente riunita, e nello stesso anno i RFFT girarono gli USA in tour. Nel 2009 il gruppo ha contribuito all'album di Mark Mulcahy Ciao My Shining Star, mentre nel 2010 ha pubblicato il nuovo singolo I Sell Soul.

## Formazione attuale
- David Thomas - voce
- Gene O'Connor - chitarra
- Richard Lloyd - chitarra
- Craig Bell - basso
- Steve Mehlman - batteria

## Discografia

### Raccolte
- 1990 - Life Stinks, (Jack Slack Records)
- 2002 - The Day the Earth Met the Rocket from the Tombs, (Smog Veil Records)

### Album live
- 2004 - Rocket Redux, (Smog Veil Records, Morphius Records)

### Singoli
- 2010 - I Sell Soul